# Любовные письма португальской монахини
«Любовные письма португальской монахини» (нем. Die Liebesbriefe einer portugiesischen Nonne) — nunsploitation-фильм режиссёра Хесуса Франко, вышедший в 1977 году. В его основе сюжет по мотивам литературного произведения, долгое время приписываемого перу монахини Марианы Алькофорадо (1640—1723).

## Сюжет
Молодая девушка Мария попадает в монастырь, где выясняется, что монахи поклоняются и отправляют свои обряды в честь Сатаны. Мария сообщает об этом представителям инквизиции, однако монахи, дабы спастись от наказания, сами обвиняют её в поклонении Сатане. Девушку приговаривают к сожжению на костре.

## В ролях
- Сьюзан Хемингуэй — Мария Росалеа
- Вильям Бергер — отец Вицент
- Херберт Фукс — Сатана
- Ана Дзанатти — мать Альма
- Айда Варгас — монашка
- Иза Шнайдер — монашка
- Хосе Виана — Великий инквизитор
- Патрисия Да Силва — мать Марии
- Антон Диффринг — старый священник

## Съёмочная группа
- Авторы сценария:
  - Мариана Алькофорадо
  - Эрвин С. Дитрих
  - Кристин Лембах
- Режиссёр: Хесус Франко
- Оператор: Петер Баумгартнер
- Художник: Давид Квайнтанс
- Композитор: Вальтер Баумгартнер
- Монтаж: Мари-Луизе Бушке
- Продюсеры:
  - Эрвин С. Дитрих
  - Макс Дора